# わたし旦那をシェアしてた
『わたし旦那をシェアしてた』（わたしだんなをシェアしてた）は、読売テレビ制作・日本テレビ系「木曜ドラマF」で、2019年7月4日から9月6日まで放送されていたテレビドラマである。主演は小池栄子。
何者かに殺害された男性と事実婚を結んでいた3人のシングルマザーが、遺言や嘘などを巡って駆け引きを繰り広げていくさまを描く。
最終話放送終了後には、『わたし旦那をシェアしてた 〜7年後の妻たち〜』がHuluにて前後編で配信される。

## あらすじ
ある日、森下晴美のもとに夫である天谷恭平が殺害されたとの連絡が届く。しかし、夫の遺体を確認するために病院に行くと、そこには見知らぬ女性が2人いたのだ。小椋加奈子と藤宮茜と名乗るその女性たちも実は晴美と同じように恭平と事実婚の関係を結んでいたことが判明する。そして“夫”である恭平の遺言に基づいて、3人は「シングルマザー専用シェアハウス」に同居することになった。さらに恭平は“たった一人の愛する妻”に3億円もの遺産を譲渡するという遺言まで残していたのだ。亡き“夫”である恭平が言う“たった一人の愛する妻”とは晴美なのか、加奈子なのか、それとも茜なのか。亡き“夫”が残した遺言、培ってきた謎や嘘の数々を巡る女の静かなる闘いが幕を開ける。

## キャスト

### シングシングハウス

#### 森下家
母娘ともに、旧姓は室井。
森下晴美（もりした はるみ）〈38〉
演 - 小池栄子
本作の主人公。恭平の「妻2」。食品会社のキャリアウーマン。
妻たちの中では、恭平との付き合いが最も長い。サバサバとした豪快な性格。
森下沙紀（もりした さき）〈12〉
演 - 平澤宏々路（幼少期：伊東苺香）
晴美の娘。小学6年生。
反抗期の真っ盛りで、晴美に反発する。ただし、根は母親思い。

#### 小椋家
母子ともに、妻たち、連れ子それぞれの中では最年長。
小椋加奈子（おぐら かなこ）〈42〉
演 - りょう
恭平の「妻1」。スポーツクラブのパーソナルトレーナー。通称「美のカリスマ」。
小椋透（おぐら とおる）〈15〉
演 - 牧純矢
加奈子の息子。中学3年生。
工学系に強く、eスポーツの選手を目指している。大のゲーム好き。

#### 藤宮家
母子ともに、妻たち、連れ子それぞれの中では最年少。
藤宮茜（ふじみや あかね）〈27〉
演 - 岡本玲
恭平の「妻3」。保育士。
争いごとは苦手だが、非常時に限っては過激な行動を取ることもある。
藤宮慎吾（ふじみや しんご）〈6〉
演 - 森優理斗
茜の息子。慎香の双子の兄。幼稚園年長組。
藤宮慎香（ふじみや よしか）〈6〉
演 - 池谷美音
茜の娘。慎吾の双子の妹。幼稚園年長組。

#### 関係者
染谷文江（そめや ふみえ）〈67〉
演 - 夏木マリ
本作の狂言回し。シェアハウスの管理人であり、恭平の実母。本名は「天谷文江（あまや ふみえ）」。1952年11月2日生まれ。
恭平の遺言に書かれた「3億円の遺産を受け取る相手」を見極める役目を担い、"妻たち"に対して無理難題を押しつけている。
松田秀明（まつだ ひであき）〈27〉
演 - 赤楚衛二（幼少期：武内翔太郎、少年期：小林拓司）
シェアハウスの雑用係であり、森が送り込んだ「最初の刺客」。1992年1月17日生まれ。『北神谷町未解決殺人事件』の被害者遺族。
森の命令により、シェアハウスの監視役を担っている。以前は窃盗や暴行などの常習犯だった。

### その他
天谷恭平（あまや きょうへい）〈享年41〉
演 - 平山浩行（少年期：加賀谷光輝）
本作のキーパーソン。晴美、加奈子、茜と事実婚にあった“夫”。実業家。1978年2月10日生まれ。
飄々とした掴みどころのない性格。学生時代から頭が切れ、胸の内をあまり晒さない人物だった。第1話で殺害されてしまい、それ以降は回想シーンのみの登場。"妻たち"に対する遺言書を文江に託し、「3億円の遺産を受け取る相手」を見極めるよう依頼した。遺言と浮かび上がってくる「10の嘘」が物語の鍵となっている。
重婚
長らくローテーションで3人の間を行き来していたが、死の直前にその中の誰かを「正式な妻」に迎えることを決めた。
余命
幼少期から「名前のない難病」を患い、明日をも知れぬ身だった。そして、事件の約2か月前に「余命半年」を突きつけられた。
性機能障害 / 無精子症
上記の病と併発した疾患。そのため、"妻たち"と肉体関係を結べなかった。
好物
"妻たち"の得意料理を褒めたたえ、連れ子たちに「おふくろの味」を大事にするよう仕向け、本当の好物（卵焼き）を隠していた。
染谷文江 / 松田秀明との関係性
前者は実母。父・祐樹の死後、何かしらの事情で疎遠になっていた。
後者は同級生の弟。後に「加害者と被害者」という形で顔を合わせる。
『北神谷町未解決殺人事件』
余命宣告されて以降、私立探偵を雇って独自に捜査を行っていた。やがて森が運営する闇サイトにたどり着き、あえて自分を狙うように誘導した。
殺人教唆
死の間際、秀明に「シングシングハウス」へ赴くよう伝え、さらに『北神谷町未解決殺人事件』の真相へ近づくことを見越し、秀明が報復殺人を犯すよう画策した。
闇サイトへの書き込み
自分の命が狙われていることも殺害依頼の書き込みをした人物が誰なのかも恭平は分かっていた。
藤宮慎吾の持病
慎吾が先天性の心臓病を抱え、彼を救うには心臓移植が必要なことを恭平は知っていたが、茜にも隠していた。
塚本美保
彼女も息子を持つシングルマザーで、最終話で「シングシングハウス」に入居。ただし、"妻たち"同様に恭平と事実婚の関係だったかどうかは本編で明かされず。
森雄作（もり ゆうさく）〈38〉
演 - 黒木啓司（EXILE / EXILE THE SECOND）
本作の黒幕。闇サイトで犯罪行為を請け負っている凶悪犯であり、『北神谷町未解決殺人事件』の真犯人。
松田をはじめとする刺客が思った成果を挙げられず、やがて自ら行動を起こすことを決意した。心理学に精通しており、饒舌家で口先が巧い。タフで腕っぷしが強い。
ちなみに「森雄作」は偽名であり、その正体はまったくの謎に包まれた『名前のない殺人鬼』。
佐伯剛（さえき つよし）
演 - 渋谷謙人
森の右腕であり、グループ内の実行役。大のマゾヒスト。
文枝を襲撃するも駆けつけた美保に逮捕され、やがて取り調べ中に服毒自殺した。
塚本美保（つかもと みほ）〈46〉
演 - 渡辺真起子
警視庁隅田警察署のベテラン刑事。
恭平とは古くからの飲み仲間だった。彼の死後、殺害依頼をした人物が"妻たち"の中にいると睨んでいる。
杉原哲也（すぎはら てつや）
演 - 笠本東吾
美保の部下。
野村大輔（のむら だいすけ）
演 - 小野健斗
鑑識官。事件の捜査のたびに、美保たちに駆り出されている。
浅野真紀（あさの まき）
演 - 磯山さやか
恭平の秘書。
熊井（くまい）
演 - 遠山俊也
焼き鳥屋「熊鳥」の店主。
小島丈一郎（こじま じょういちろう）
演 - 泉光典
私立探偵。恭平が『北神谷町未解決殺人事件』の真犯人の調査を依頼。
木下香織（きのした かおり）
演 - 黒沢リコ
晴美の後輩。
松田友紀子（まつだ ゆきこ）
演 - 矢崎希菜
英明の姉であり、恭平の中学時代の同級生。命日は1999年9月23日。
『北神谷町未解決殺人事件』の2人目の被害者。
天谷祐樹（あまや ゆうき）〈享年54〉
演 - 湯江タケユキ
恭平の実父。弁護士。命日は2003年3月12日。
『北神谷町未解決殺人事件』の3人目の被害者。友紀子の家族の弁護を担当していた。
松田敏朗（まつだ としろう）
演 - 渡部遼介
秀明の実父。
松田梢（まつだ こずえ）
演 - 田中里衣
秀明の実母。友紀子の死から10年後に自殺。
体操のお兄さん
演 - 小林よしひさ
子供向け番組で「マンゴー体操」を披露。体操の振付は演じる小林が考案。

### ゲスト
第1話
郷田恒彦（ごうだ つねひこ）
演 - 長谷川公彦（第2話）
第2話
室井正樹（むろい まさき）
演 - 安井順平
晴美の元夫であり、沙紀の実父。本編開始前に離婚されている。
本性はモラハラやストーカー行為を繰り返すDV男であり、晴美に深いトラウマを植えつけていた。また、沙紀からは離婚後も慕われていたが、後に本性を知らされたため、軽蔑されるようになった。
第3話
沢野絵里（さわの えり）
演 - 松井玲奈
「恭平の妻4」と称する妊婦であり、森が送り込んだ「第2の刺客」。茜と同世代。
裏表のある性格。入居後すぐに他のメンバーと打ち解けるが、美保の提供した情報によって虚偽が明るみになり、「追放者」を決める投票に敗れてシェアハウスを後にする。
実は夫が借金を作って蒸発した矢先、闇サイトでシェアハウスの存在を知り、森に脅される形で参加した経緯がある。シェアハウスを去る際、消息を掴まれないよう松田にスマートフォンを預けた。
第6話
笠浦秀紀（かさうら ひでのり）
演 - 升毅
恭平のかかりつけ医で"妻たち"とも接点がある。自身の経営しているクリニックで殺害される。

## スタッフ
- 脚本 - 仁志光佑、本田隆朗、三浦希紗
- 監督 - 湯浅弘章、瀧悠輔、林雅貴
- 音楽 - 和田俊輔
- 主題歌 - Hilcrhyme 「事実愛 feat.仲宗根泉（HY）」（UNIVERSAL MUSIC ARTISTS）[5]
- チーフプロデューサー - 前西和成
- プロデューサー - 中間利彦、熊谷理恵（大映テレビ）
- 制作協力 - 大映テレビ
- 制作著作 - 読売テレビ

## 放送日程
| 話数         | 放送日  | サブタイトル              | サブタイトル                            | サブタイトル                               | ラテ欄                                                 | 脚本     | 監督     |
| 話数         | 放送日  | 本編                      | EPG欄                                   | ytv MyDo!                                  | ラテ欄                                                 | 脚本     | 監督     |
| ------------ | ------- | ------------------------- | --------------------------------------- | ------------------------------------------ | ------------------------------------------------------ | -------- | -------- |
| EPISODE1     | 7月04日 | 三億円の妻たち            | 遺産3億巡る 妻バトル                    | 愛する夫は何者なのか? 遺産3億巡る妻バトル! | 主演小池栄子 愛する夫は何者なのか 遺産3億巡る妻バトル  | 仁志光佑 | 湯浅弘章 |
| EPISODE2     | 7月11日 | あなたのことが わからない | モラハラ元旦那登場で加速する妻バトル    | モラハラ元旦那登場で加速する妻バトル       | 小池栄子主演 戦慄のモラハラ夫登場 加熱する妻バトル     | 仁志光佑 | 湯浅弘章 |
| EPISODE3     | 7月18日 | 4人目の妻                 | 第4の妻登場! 激化する妻たちの戦い       | 第4の妻登場! 激化する妻たちの戦い          | 小池栄子主演 第4の妻登場! 激化するシェア婚妻達の戦い   | 本田隆朗 | 瀧悠輔   |
| EPISODE4     | 7月25日 | 裏切りの嘘                | 裏切りの嘘! 妻達に迫る凶悪犯の闇        | 裏切りの嘘! 妻達に迫る凶悪犯の闇           | 小池栄子主演 予測不能な裏切りの嘘 妻達に迫る凶悪犯の闇 | 三浦希紗 | 瀧悠輔   |
| EPISODE5     | 8月01日 | 名前のない関係            | 第2章開幕! 妻たちを襲う男たちの思惑     | 第2章開幕! 妻たちを襲う男たちの思惑        | 第2章開幕! 妻たちを襲う男たちの思惑                    | 仁志光佑 | 湯浅弘章 |
| EPISODE6     | 8月08日 | 謎の男の正体              | シェア旦那の本当の顔…驚愕事実が発覚     | シェア旦那の本当の顔…驚愕事実が発覚        | 主演小池栄子 シェア旦那の本当の顔 驚愕事実が発覚       | 仁志光佑 | 瀧悠輔   |
| EPISODE7     | 8月15日 | 宿命                      | 事件の衝撃真相! 禁断の恋が動き出す!     | 事件の衝撃真相! 禁断の恋が動き出す!        | 主演小池栄子 夫が残した運命の悪戯 禁断の恋が動き出す!  | 仁志光佑 | 林雅貴   |
| EPISODE8     | 8月22日 | 助けてあげたい            | ついに夫殺害の計画犯発覚! どの妻か?     | ついに夫殺害の計画犯発覚! どの妻か?        | 主演小池栄子 ついに夫殺害の計画犯発覚! どの妻なのか?   | 三浦希紗 | 湯浅弘章 |
| EPISODE9     | 8月29日 | 赤い涙                    | 夫殺害の謎が 全て発覚! 3億円は誰の手に? | 最終章突入! 夫殺害の真相が 全て明らかに!   | 主演小池栄子 夫殺害の謎が全て発覚 3億はどの妻の手に!?  | 仁志光佑 | 瀧悠輔   |
| LAST EPISODE | 9月05日 | 決戦と別れ                | 最後に笑うのはどの妻なのか?             | 最後に笑うのはどの妻なのか?                | 最後に笑うのは誰なのか? 予想裏切る妻達の衝撃決断       | 仁志光佑 | 湯浅弘章 |

- LAST EPISODE（最終話）は、9月5日19時20分 - 21時24分に『サッカー・キリンチャレンジカップ2019 日本×パラグアイ』を放送することに伴う特別編成のため30分繰り下げ、翌6日0時29分 - 1時24分に放送された。

## チェインストーリー
本編終了直後から○.5話として配信され、2019年8月31日までGYAO!で独占配信されている。
サブタイトル・キャスト
- #1.5 - わたし○○もシェアしてた
- #2.5 - 松田秀明の苦悩
- #3.5 - 翻弄する凶悪犯
- #4.5 - 刑事の秘めた想い
- #5.5 - 愛した夫の「10の嘘」
- #6.5 - 謎の夫の秘密
- #7.5 - 刑事たちの推理
- #8.5 - 松田秀明の後悔
- #9.5 - シェア婚の妻たち

### 参照話数
1. ↑  第2話。
2. ↑  第3話。
3. ↑  第5話。
4. ↑  第6話。